# Fei hap siu baak lung
Fei hap siu baak lung (chinês tradicional: 小白龍情海翻波; yale cantonês: Fei Hap Siu Baak Lung) é um filme de comédia/wuxia de Hong Kong de 2004, dirigido por Wilson Yip e estrelando Cecilia Cheung e Francis Ng.

## Sinopse
Dragão Branco (Cecilia Cheung) é uma narcisista, sempre preocupada com a sua boa aparência, mesmo quando ela está lutando com Pena de Frango (Francis Ng), um assassino cego apelidado de "Penas de Frango" por causa de sua propensão a deixar penas de galinha nos locais dos assassinatos.